# ادمیلسون فرناندس
ادمیلسون فرناندس ریبیرو (پرتغالی: Edimilson Fernandes Ribeiro؛ زادهٔ ۱۵ آوریل ۱۹۹۶) بازیکن فوتبال اهل سوئیس است.
از باشگاه‌هایی که در آن بازی کرده‌است می‌توان به سیون، وستهام یونایتد، فیورنتینا و ماینتس ۰۵ اشاره کرد.
وی همچنین در تیم ملی فوتبال سوئیس بازی کرده‌است.